# Jimmy Pipiolo
Juan Manuel Nuñez Vidal, conhecido pelo seu nome artístico Jimmy Pipiolo (Santiago, Chile, 1940 — Porto Alegre, Rio Grande do Sul, Brasil, 4 de maio de 2019), foi um ator e humorista chileno radicado no Brasil, conhecido por ter atuado no cinema brasileiro durante a década de 1970, ao lado do cantor e ator Teixeirinha.

## Filmografia
| Ano  | Título                    | Papel        |
| ---- | ------------------------- | ------------ |
| 1970 | Motorista Sem Limites     | Apolônio     |
| 1972 | Ela Tornou-se Freira      | Don Chiquito |
| 1972 | Teixeirinha a 7 Provas    | Don Chiquito |
| 1975 | O Pobre João              |              |
| 1976 | A Quadrilha do Perna-Dura |              |
| 1976 | Carmen, a Cigana          |              |
| 1977 | Na Trilha da Justiça      |              |
| 1978 | Meu Pobre Coração de Luto |              |
| 1978 | Gaúcho de Passo Fundo     |              |
| 1979 | Tropeiro Velho            |              |
| 1991 | Gaúcho Negro              |              |